# 골든맨
《골든맨》(이탈리아어: Gli uomini d'oro)은 2019년 공개된 이탈리아의 범죄 영화이다. 1996년 실제 발생했던 토리노 우체국 강도 사건을 바탕으로 하고 있다.

## 출연
- 파비오 데 루이지 - 알비제 자고 역
- 에도아르도 레오 - 니콜라 / 루포(울프) 역
- 잠파올로 모렐리 - 루이지 메로니 역
- 주세페 라고네 - 루치아노 보디니 역
- 마리엘라 가리가 - 지나 역
- 마틸데 졸리 - 안나 역
- 수지 라우데 - 브루나 역
- 잔마르코 토나치 - 부티크 역